# Table des caractères Unicode/UA840
Cette page contient des caractères spéciaux ou non latins. S’ils s’affichent mal (▯, ?, etc.), consultez la page d’aide Unicode.
Table des caractères Unicode U+A840 à U+A87F.

## Phags-pa(Unicode 5.0)
Caractères utilisés pour l’écriture (verticale de haut en bas) avec l’alphasyllabaire (ou abugida) phags-pa (dérivé de l’abugida tibétain) pour la transcription de langues d’Asie centrale et orientales (mongol, chinois, ouïgour, tibétain et sanskrit, excepté dans les cas où elles sont assorties d’une liste de langues plus restreinte). Consonnes, voyelles indépendantes, consonnes supplémentaires (pour le mongol, l’ouïgour et le chinois), voyelle supplémentaire (pour le mongol, l’ouïgour, et le chinois), consonnes souscrites (pour le chinois, le tibétain et le sanskrit), consonnes additionnelles (pour le sanskrit), variantes alternatives de consonnes (pour le chinois), consonne souscrite (pour le tibétain et le sanskrit), consonne additionnelle (pour le tibétain), lettre tchandrabindou (pour le sanskrit), repères de début (pour le tibétain) et signes de ponctuation (pour le tibétain).

### Table des caractères
| en fr  | 0 | 1 | 2 | 3 | 4 | 5 | 6 | 7 | 8 | 9 | A | B | C | D | E | F |
| ------ | - | - | - | - | - | - | - | - | - | - | - | - | - | - | - | - |
| U+A840 | ꡀ | ꡁ | ꡂ | ꡃ | ꡄ | ꡅ | ꡆ | ꡇ | ꡈ | ꡉ | ꡊ | ꡋ | ꡌ | ꡍ | ꡎ | ꡏ |
| U+A850 | ꡐ | ꡑ | ꡒ | ꡓ | ꡔ | ꡕ | ꡖ | ꡗ | ꡘ | ꡙ | ꡚ | ꡛ | ꡜ | ꡝ | ꡞ | ꡟ |
| U+A860 | ꡠ | ꡡ | ꡢ | ꡣ | ꡤ | ꡥ | ꡦ | ꡧ | ꡨ | ꡩ | ꡪ | ꡫ | ꡬ | ꡭ | ꡮ | ꡯ |
| U+A870 | ꡰ | ꡱ | ꡲ | ꡳ | ꡴ | ꡵ | ꡶ | ꡷ |   |   |   |   |   |   |   |   |

### Sites externes
- (en) [PDF] Phags-pa, tableau sur le site Unicode.
- (fr) [PDF] Phags-pa, tableau sur le site Unicode.